# 柴田泰佳
柴田 泰佳（しばた やすか、1985年1月26日 - ）は、フリーアナウンサー。元北日本放送のアナウンサー。

## 来歴
富山県射水市（旧・小杉町）出身。2000年に射水市立小杉南中学校、2003年に富山県立大門高等学校、2007年に帝京大学を卒業。2007年に北日本放送に入社。同期に同局アナウンサーの柳川明子と元同局アナウンサーの松平寛未がいる。
結婚後、2012年4月から産休を取り、同年夏に双子の男児を出産。2児の母となった後、2013年7月に職場復帰した。
2019年5月10日放送の全国好きな嫌いなアナウンサー大賞2019に出演し、グランプリを受賞した。
2021年3月、第42回NNSアナウンス大賞にてテレビ部門大賞を受賞した。
2023年3月末を持って北日本放送を退職。同年4月よりフリーアナウンサーとして活動。
但し退職後も引き続き同局の番組に出演している。

## 現在の担当番組
特記がないものはKNBテレビで、いずれもKNB在職時より出演。
- いっちゃん☆KNB - 15・16時台MC
  - 木・金曜担当（2010年4月1日 - 2012年3月30日）
  - 月 - 水曜担当（2014年1月6日 - 3月26日、2018年4月2日 - ）
  - 水 - 金曜担当（2014年4月2日 - 2018年3月30日）
- ワンエフ - キャスター
- ランジャタイによりますと（KNBテレビ・KNBラジオ、フリー転向後に開始）

## 過去の担当番組
すべてKNBテレビ・KNBラジオ。
- ラブぽけ - 「柴田泰佳の突撃！いただきナビ」リポーター[1]
- ご近所ラジオKNB! - 「エコーリポート」担当[8]
- アナ魂!![8]
- でるラジ - 中継リポーター（月曜）[9]
- ゼロいち
- KNBニュース
- ランジャタイによると